# Oh Uganda, Land of Beauty
Oh Uganda, Land of Beauty is het volkslied van Oeganda, dat in het jaar van de onafhankelijkheid (1962) is bewerkt door George Wilberforce Kakoma. Het geldt als het kortste volkslied ter wereld. Het heeft maar zes maten, en vaak wordt het bij officiële gelegenheden twee keer achter elkaar gespeeld om het te verlengen.

## Engelse tekst
Oh Uganda, Land of Beauty
Oh, Uganda! may God uphold thee,
We lay our future in thy hand;
United, free for liberty
together we'll always stand.
Oh, Uganda! the land of freedom,
Our love and labour we give;
And with neighbours all
At our country's call
In peace and friendship we'll live.
Oh, Uganda! the land that feeds us,
By sun and fertile soil grown;
For our own dear land,
We'll always stand,
The Pearl of Africa's Crown.

## Nederlandse vertaling
O Oeganda, Land van Schoonheid
O, Oeganda! Moge God het zegenen,
We leggen onze toekomst in Uw handen,
Verenigd, openstaand voor de vrijheid
Tezamen zullen we altijd volharden.
O, Oeganda! Het land van vrijheid,
We geven onze liefde en werk
En we leven samen
met onze buren in vrede en harmonie
Om ons land te dienen.
O, Oeganda! Het land dat ons van voedsel voorziet,
Dankzij de zon en de vruchtbare aarde;
We zullen altijd voor ons
geliefde land opkomen.
De parel van de Kroon van Afrika.
Onafhankelijke staten: Algerije · Angola · Benin · Botswana · Burkina Faso · Burundi · Centraal-Afrikaanse Republiek · Comoren · Congo-Brazzaville · Congo-Kinshasa · Djibouti · Egypte · Equatoriaal-Guinea · Eritrea · Ethiopië · Gabon · Gambia · Ghana · Guinee · Guinee-Bissau · Ivoorkust · Kaapverdië · Kameroen · Kenia · Lesotho · Liberia · Libië · Madagaskar · Malawi · Mali · Marokko · Mauritanië · Mauritius · Marokko · Mozambique · Namibië · Niger · Nigeria · Oeganda · Rwanda · Sao Tomé en Principe · Senegal · Seychellen · Sierra Leone · Somalië · Soedan · Swaziland · Tanzania · Tsjaad · Togo · Tunesië · Zambia · Zimbabwe · Zuid-Afrika · Zuid-Soedan
Niet algemeen erkende landen: Somaliland · Westelijke Sahara
Afhankelijke gebieden: Mayotte · Réunion (onofficieel) · Saint Helena, Ascension and Tristan da Cunha (onofficieel)